# Draba oreodoxa
Draba oreodoxa är en korsblommig växtart som beskrevs av William Wright Smith. Draba oreodoxa ingår i släktet drabor, och familjen korsblommiga växter. Inga underarter finns listade i Catalogue of Life.